# Diecezja Tura
Diecezja Tura – diecezja rzymskokatolicka w Indiach. Została utworzona w 1973 z terenu archidiecezji Shillong-Gauhati.

## Ordynariusze
- Oreste Marengo S.D.B. (1973–1979) (administrator apostolski)
- George Mamalassery (1979–2007)
- Andrew Marak (2007– nadal)